# Barbières
Barbières är en kommun i departementet Drôme i regionen Auvergne-Rhône-Alpes i sydöstra Frankrike. Kommunen ligger i kantonen Bourg-de-Péage som tillhör arrondissementet Valence. År 2022 hade Barbières 1 138 invånare.

## Befolkningsutveckling
Antalet invånare i kommunen Barbières
Referens:INSEE